# Исторические области Шотландии
Под историческими областями Шотландии в настоящее время понимается совокупность территорий, из которых складывалось Шотландское королевство в период средневековья. Каждая из этих территорий имела свою историю возникновения и развития, отличную от соседних областей, большинство регионов также представляет собой единые в географическом отношении территории. Многочисленность исторических областей в относительно небольшой по площади страны объясняется, прежде всего, многообразием ландшафтов Шотландии и горным характером рельефа большей её части. Кроме того, сложность процессов формирования шотландского государства, в которых участвовали пять проживающих в древности на территории Шотландии народов (пикты, скотты, бритты, англы и норвежцы), также сыграла свою роль в обособлении различных регионов страны.
С усилением королевской власти и ростом централизации в Шотландии на протяжении XVI—XVII веков традиционные области постепенно заменялись системой графств и королевских городов, управляемых шерифами и королевскими чиновниками. Несмотря на то, что в целом графства основывались на ранее сложившихся территориях, административные потребности приводили к объединению нескольких регионов в одно графство или, наоборот, разбиению крупной исторической области на несколько графств. Несколько административно-территориальных реформ XIX—XX века почти полностью изменили карту страны. Современная Шотландия подразделяется на 32 административных округа.
Исторические области Шотландии можно разделить на несколько групп:
- Древние пиктские графства: Ангус, Атолл, Бухан, Леннокс, Мар, Ментит, Морей, Росс, Стратерн, Файф
- Области королевского домена Северной Шотландии: Гариох, Гоури, Клакманнаншир, Мернс, Пертшир, Стерлингшир, Стормонт
- Гэльские регионы Шотландского нагорья: Аргайл, Арднамурхан, Баденох, Бредалбейн, Гарморан, Кинтайл, Кинтайр, Ковал, Лорн, Лохабер, Морверн, Напдейл, Сазерленд
- Гэльские регионы Западных островов: Арран, Бьют, Внешние Гебриды, Внутренние Гебриды, Скай
- Гэльско-бриттские регионы Кумбрии: Галлоуэй, Кайл, Каннингем, Каррик
- Норвежские области: Кейтнесс, Оркнейские острова, Шетландские острова
- Регионы Приграничья: Аннандейл, Лиддесдейл, Лодердейл, Марч, Нитсдейл, Тевиотдейл, Эскдейл, Эттриксдейл
- Лотиан
- Клайдсайд